# Zircofil·lita
La zircofil·lita és un mineral de la classe dels silicats, que pertany al grup de l'astrofil·lita. Rep el seu nom per la seva composició química, que conté zirconi, i per analogia amb l'astrofil·lita.

## Característiques
La zircofil·lita és un silicat de fórmula química K₂(Na,Ca)(Mn2+,Fe2+)₇(Zr,Nb)₂Si₈O26(OH)₄F. Va ser aprovada com a espècie vàlida per l'Associació Mineralògica Internacional l'any 1971, i redefinida el 2017 com a membre del grup de l'astrofil·lita. Cristal·litza en el sistema triclínic. La seva duresa a l'escala de Mohs oscil·la entre 4 i 4,5.
Segons la classificació de Nickel-Strunz, la zircofil·lita pertany a «09.DC - Inosilicats amb ramificacions de 2 cadenes senzilles periòdiques; Si₂O₆ + 2SiO₃ Si₄O₁₂» juntament amb els següents minerals: astrofil·lita, hidroastrofil·lita, kupletskita, magnesioastrofil·lita, niobofil·lita, kupletskita-(Cs), niobokupletskita, nalivkinita i sveinbergeïta.

## Formació i jaciments
Va ser descoberta al massís alcalí de Korgeredaba, a Sangilen Upland, a la República de Tuvà, a Rússia. També ha estat descrita al Canadà, Sud-àfrica, Portugal i els Estats Units.